# Plattling
Plattling ist eine Stadt im niederbayerischen Landkreis Deggendorf. Plattling wurde im 19. Jahrhundert zur Eisenbahnerstadt.

## Geografie

### Geografische Lage
Plattling liegt im Gäuboden und bildet mit Deggendorf in der Region Donau-Wald ein Oberzentrum. Neun Kilometer ONO vom Ortskern Plattlings mündet die Isar in die Donau. Bei der ehemaligen Grafenmühle und dem früheren Elektrizitätswerk befindet sich das Isar-Informationszentrum mit Ausstellungen zur Geologie und Biologie dieser Kulturlandschaft. Dieser Bereich gehört mit dem rechtsseitigen Isarufer jedoch bereits zur Nachbargemeinde Moos, während die Isarmündung selber, einschließlich der letzten 1.630 Meter vor der Mündung, zum Stadtgebiet von Deggendorf gehört. In der Nähe kann man im Sommer mit der Radfähre Altaha zum gegenüberliegenden Donauufer (Niederalteich) übersetzen.

### Gemeindegliederung
Es gibt 13 Gemeindeteile (in Klammern ist der Siedlungstyp angegeben):
- Altholz (Weiler)
- Enchendorf (Dorf)
- Enzkofen (Dorf)
- Höhenrain (Kirchdorf)
- Holzschwaig (Weiler)
- Pankofen (Dorf)
- Pielweichs (Kirchdorf)
- Plattling (Hauptort)
- Ringkofen (Dorf)
- Rohr (Weiler)
- Scheuer (Weiler)
- Schiltorn (Dorf)
- Singerhof (Einöde)

Es gibt die Gemarkungen Pankofen, Pielweichs und Plattling.

Plattling
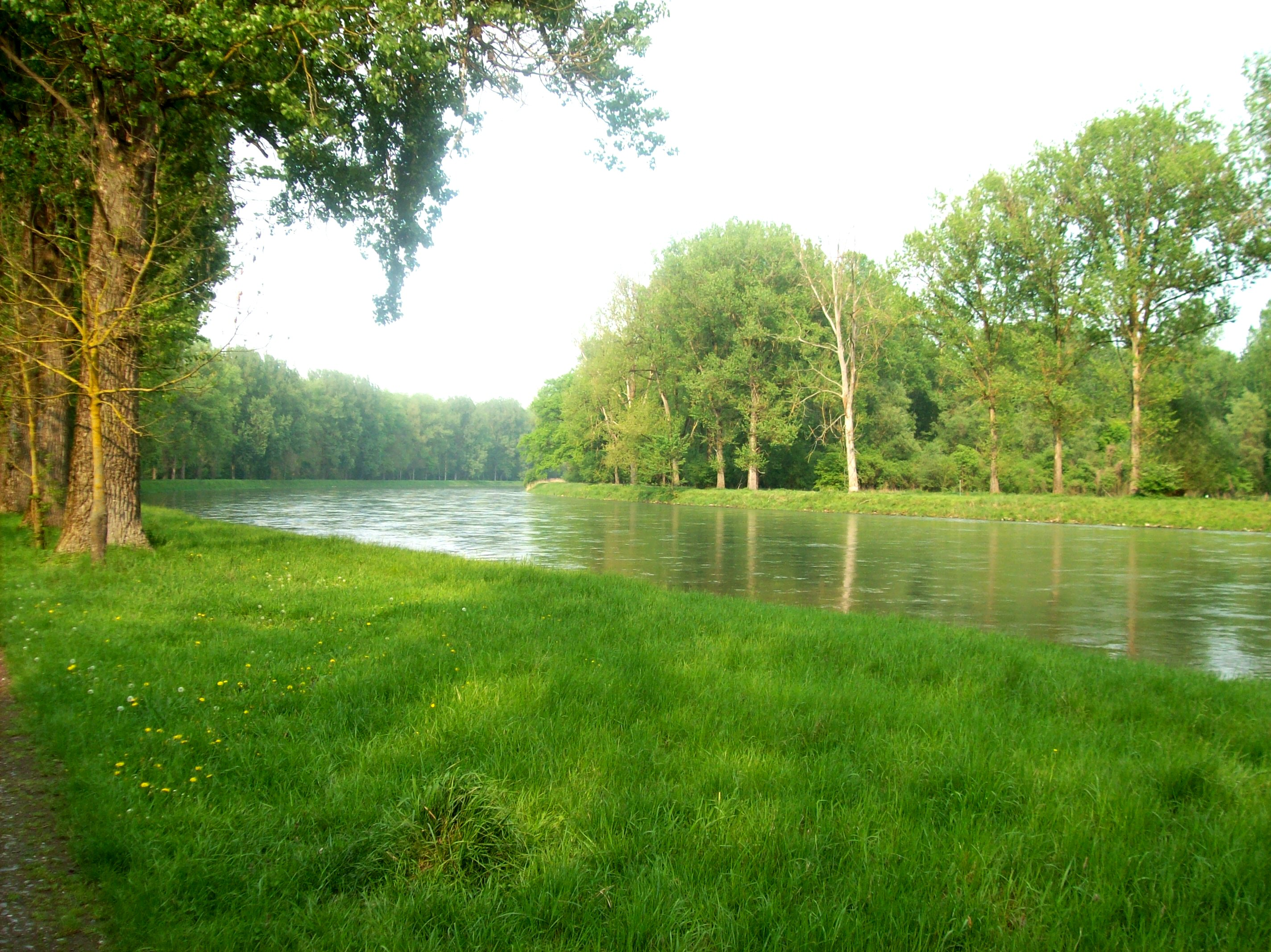
Isarauen
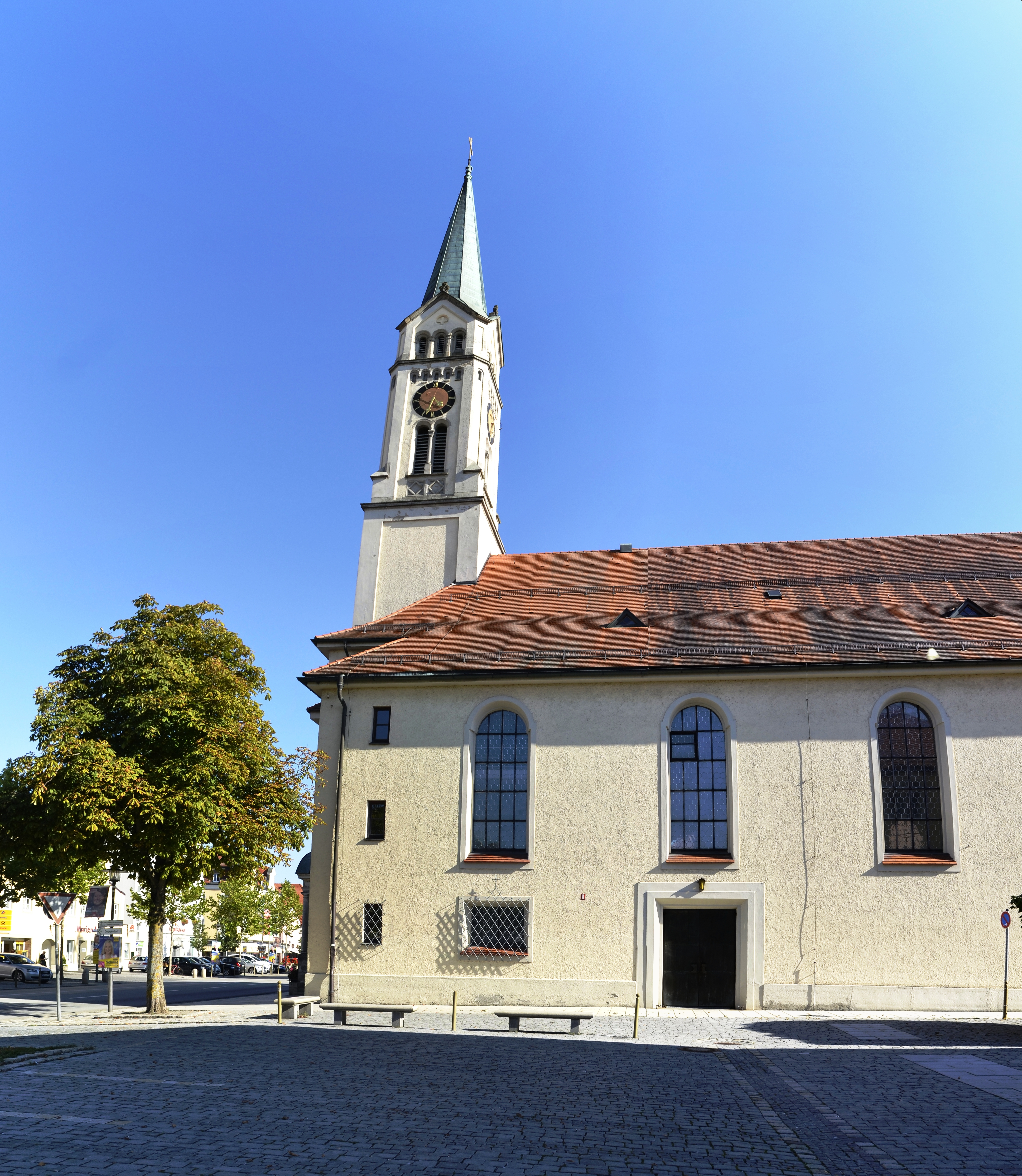
Kirche St. Magdalena und Teil des Stadtplatzes
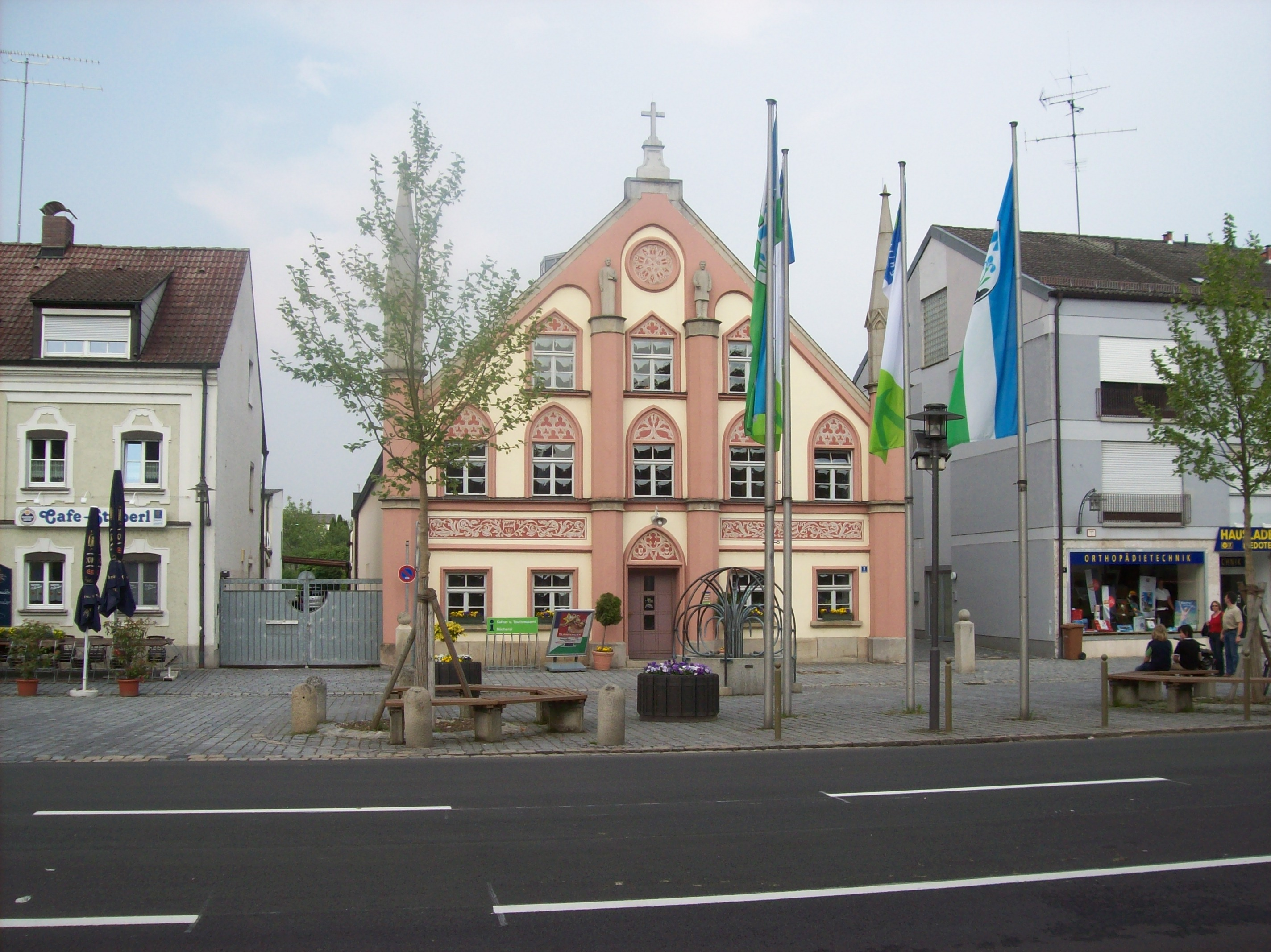
ehem. Bürgerspital, jetzt Kultur- und Tourismusamt, Ludwigplatz 8
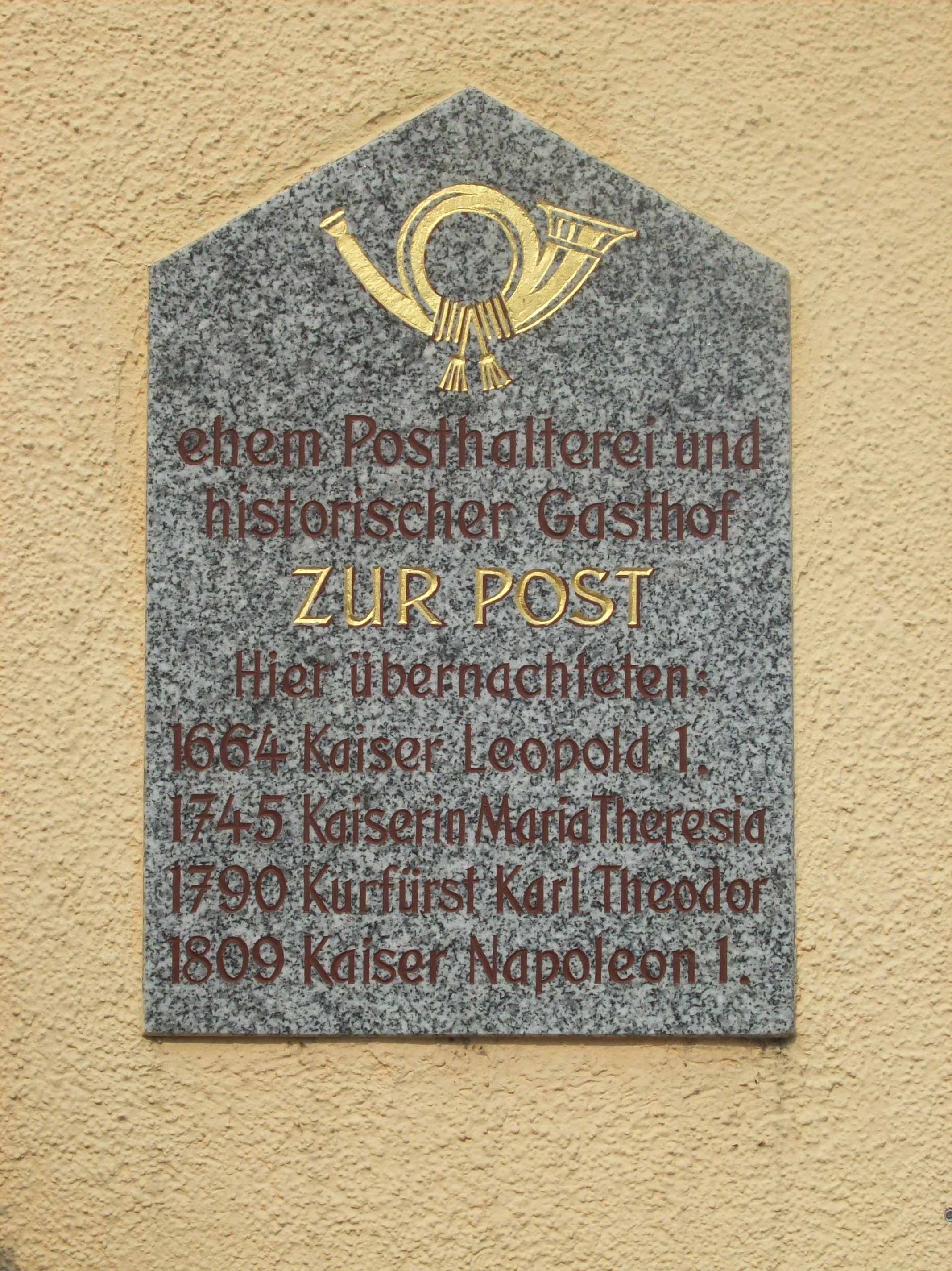
Napoleon in Plattling: Preysingplatz 22

## Geschichte

### Bis zur Gemeindegründung
Plattling ist eine Nibelungenstadt. Im Nibelungenlied (21. Abenteuer) wird nämlich erwähnt, dass Kriemhild auf ihrem Zug ins Hunnenland vom Passauer Bischof Pilgrim empfangen wurde und man in „Pledelingen“ ihnen „Gemach“ schuf.
Urkundlich erwähnt wird Platling erstmals im Jahr 868, als es von König Ludwig dem Kloster Metten geschenkt wurde. Um 1200 kam es in den Besitz der Grafen von Bogen. Schon damals bestanden eine Brücke und ein Mautamt in Plattling. 1242 fiel es mit der Grafschaft an die Wittelsbacher und wird 1317 als Markt erwähnt.
Bis 1379 soll Plattling am östlichen Isarufer gelegen haben, wovon auch heute noch die aus dem 12. Jahrhundert stammende Pfarrkirche St. Jakob zeugt. Wegen ständiger Überschwemmungen wurde der Ort damals auf Anordnung von Herzog Albrecht I. verlegt. Die entsprechende Urkunde vom 10. November 1379 lässt allerdings nicht klar erkennen, ob die Umsiedlung „auf das Feld, da er nun liegt und fürbaß bleiben soll“ von einem Ufer zum anderen oder am selben Ufer in einen höher gelegenen Teil vorgenommen wurde. 1494 erhielt Plattling eine eigene Gemeindeordnung.
Im Landshuter Erbfolgekrieg plünderten am 18. und 19. Juni 1504 pfälzische Truppen Plattling, während des Dreißigjährigen Krieges brannte es dreimal nieder, und am 23. April 1742 verbrannten im Österreichischen Erbfolgekrieg ungarische Husaren die Isarbrücke. Am 17. Juli und am 1. Oktober 1742 kam es hier zu Scharmützeln zwischen habsburgischen und bayerischen Truppen.
Plattling gehörte zum Rentamt Straubing und zum Landgericht Natternberg des Kurfürstentums Bayern. Plattling besaß ein Marktgericht mit magistratischen Eigenrechten. Im Zuge der Verwaltungsreformen in Bayern entstand mit dem Gemeindeedikt von 1818 die heutige Gemeinde.

### 19. und 20. Jahrhundert
Zur Mitte des 19. Jahrhunderts hatte Plattling etwa 1800 Einwohner, und es fanden neun Waren- und Viehmärkte statt.
Der Eisenbahnbau machte von 1857 bis 1880 Plattling zu einem bedeutenden Eisenbahnknotenpunkt und zu einer Eisenbahnerstadt. 1888 erfolgte die Stadterhebung. Die günstige Verkehrslage führte zu mehreren Industrieansiedlungen. Nach dem Zweiten Weltkrieg ließen sich Zweige der Textilbranche in Plattling nieder. 1960 entstand das Werk Plattling der Südzucker AG und im Oktober 1982 die Niederlassung der MD Papierfabriken Heinrich Nicolaus GmbH.

### KZ-Außenlager Plattling
Gegen Ende des Zweiten Weltkriegs, am 20. Februar 1945, wurde in Plattling ein Außenlager des Konzentrationslagers Flossenbürg errichtet. Es befand sich in der einstigen Knabenschule – mitten in der Innenstadt zwischen Rathaus und Stadtpfarrkirche St. Magdalena. Anfangs waren 500 Häftlinge aus Flossenbürg darin untergebracht. Über die Hälfte davon waren Juden, die meisten davon polnischer Herkunft. Des Weiteren wurden 50 Ungarn, 80 Tschechen, 20 Russen, einige Deutsche, Franzosen und Männer anderer Nationalitäten festgehalten und zur schweren Zwangsarbeit beim Ausbau eines Übungsflugplatzes herangezogen. Die Versorgungslage und der Zustand der Häftlinge war desaströs, die Sterbeziffer äußerst hoch. Die damals rund 7000 Bürger Plattlings konnten das tägliche Morden und Schinden der Häftlinge nicht übersehen, zumal diese Häftlinge in ihren gestreiften Lumpen täglich zweimal durch die Stadt geführt wurden. Tatsächlich sind auch Proteste von Plattlinger Frauen im Rathaus und Essensgaben bekannt.
Am 24. oder 25. April wurde das Außenlager – bis auf 60 Kranke – Richtung Eggenfelden „evakuiert“, in Surberg bei Traunstein befreiten US-Truppen ca. 120 Gefangene, etwa 70 sollen während des Todesmarsches erschossen worden sein. Genaue Zahlen gibt es nicht. Die Überlebenden des Außenlagers Plattling wurden am 1. Mai von amerikanischen Soldaten befreit.
Nach der Befreiung diente das Lager zur Internierung von Nazis und später für die Sammlung von 3000 Soldaten der Wlassow-Armee. Ermittlungen der Staatsanwaltschaft München I führten zu keinem Ergebnis, sie wurden 1976 eingestellt.

### Eingemeindungen
Im Jahr 1963 wurde aus der Gemeinde Pankofen das Dorf Enzkofen eingegliedert. Im Zuge der Gebietsreform in Bayern wurde die Gemeinde Pielweichs am 1. Juli 1971 und die Gemeinde Pankofen am 1. Mai 1978 eingemeindet.

### Einwohnerentwicklung
Im Zeitraum 1988 bis 2018 wuchs die Stadt von 10.385 auf 13.043 um 2.658 Einwohner bzw. um 25,6 %.
Entwicklung seit 1840:
| Datum      | Einwohner |
| ---------- | --------- |
| 01.12.1840 | 2045      |
| 01.12.1871 | 2784      |
| 01.12.1900 | 4947      |
| 16.06.1925 | 6999      |
| 17.05.1939 | 7492      |
| 13.09.1950 | 11453     |
| 06.06.1961 | 10415     |
| 27.05.1970 | 10256     |
| 25.05.1987 | 10404     |
| 09.05.2011 | 12206     |
| 31.12.2012 | 12401     |

| Datum      | Einwohner |
| ---------- | --------- |
| 31.12.2013 | 12544     |
| 31.12.2014 | 12799     |
| 31.12.2015 | 12913     |
| 31.12.2016 | 12960     |
| 31.12.2017 | 12955     |
| 31.12.2018 | 13043     |
| 31.12.2019 | 13028     |
| 31.12.2020 | 12948     |
| 31.12.2021 | 13001     |
| 31.12.2022 | 13121     |

## Politik

### Stadtrat
Sitzverteilung im Stadtrat nach den Kommunalwahlen in Bayern 2020 (und zum Vergleich frühere Jahre):
|      | CSU | FW | SPD | Junge Liste (JL) | BP | Gesamt |
| 2020 | 11  | 5  | 4   | 2                | 2  | 24     |
| 2014 | 13  | 4  | 5   | 2                | —  | 24     |
| 2008 | 12  | 5  | 5   | 2                | —  | 24     |
| 2002 | 14  | 4  | 5   | 1                | —  | 24     |

### Bürgermeister
Erster Bürgermeister ist seit Mai 2020 Hans Schmalhofer (CSU). Er wurde bei den Kommunalwahlen am 15. März 2020 im ersten Wahlgang mit 62,42 Prozent der Stimmen zum 1. Bürgermeister gewählt. Die Wahlbeteiligung betrug dabei 45,56 Prozent.
Schmalhofers Vorgänger war Erich Schmid (CSU), der von 2002 bis 2020 amtierte.

### Wappen

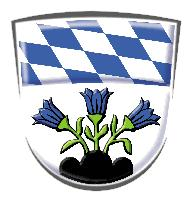
Ehemaliges Stadtwappen

| Wappen von Plattling | Blasonierung: „Unter Schildhaupt mit den bayerischen Rauten in Silber auf schwarzem Dreiberg drei blaue natürliche Lilien an grünen Stängeln.“                                      |
| Wappen von Plattling | Anlässlich des 500-jährigen Jubiläums der Wappenverleihung durch den bayerischen Herzog Albrecht im Jahre 1506 wurden die Elemente des Plattlinger Stadtwappens 2006 neu gestaltet. |

### Städtepartnerschaften
- Deutschland: Nebra (Unstrut) in Sachsen-Anhalt, vertreten durch Bürgermeisterin Antje Scheschinski, Partnerschaft seit 1992.
- Schottland: Selkirk, vertreten durch Provost Keith Miller, Partnerschaft seit 1998.
- Österreich: Scharnitz im Karwendel in Tirol, vertreten durch Bürgermeister Christian Ihrenberger, Partnerschaft seit 2009. Scharnitz ist die Quellgemeinde der Isar, während in Plattling deren Mündung in die Donau ist. Die grüne Isar ist also quasi das verknüpfende Band dieser Partnerschaft.

## Kultur und Sehenswürdigkeiten

### Bauwerke
Am östlichen Isarufer, mitten im heutigen Friedhof, steht die Kirche St. Jakob. Sie wurde im 12. Jahrhundert im romanischen Stil erbaut. Vor der Verlegung des Ortes 1379 war sie Gemeindekirche. Im Inneren der Kirche befindet sich ein Taufbecken aus dem 15. Jahrhundert. Auf einem der steinernen Bodenquader ist in Altarnähe ein Abdruck zu sehen, der der Sage nach von einem türkischen Reiter stammt, der bei den osmanischen Feldzügen im Mittelalter bis nach Plattling gekommen sein soll.

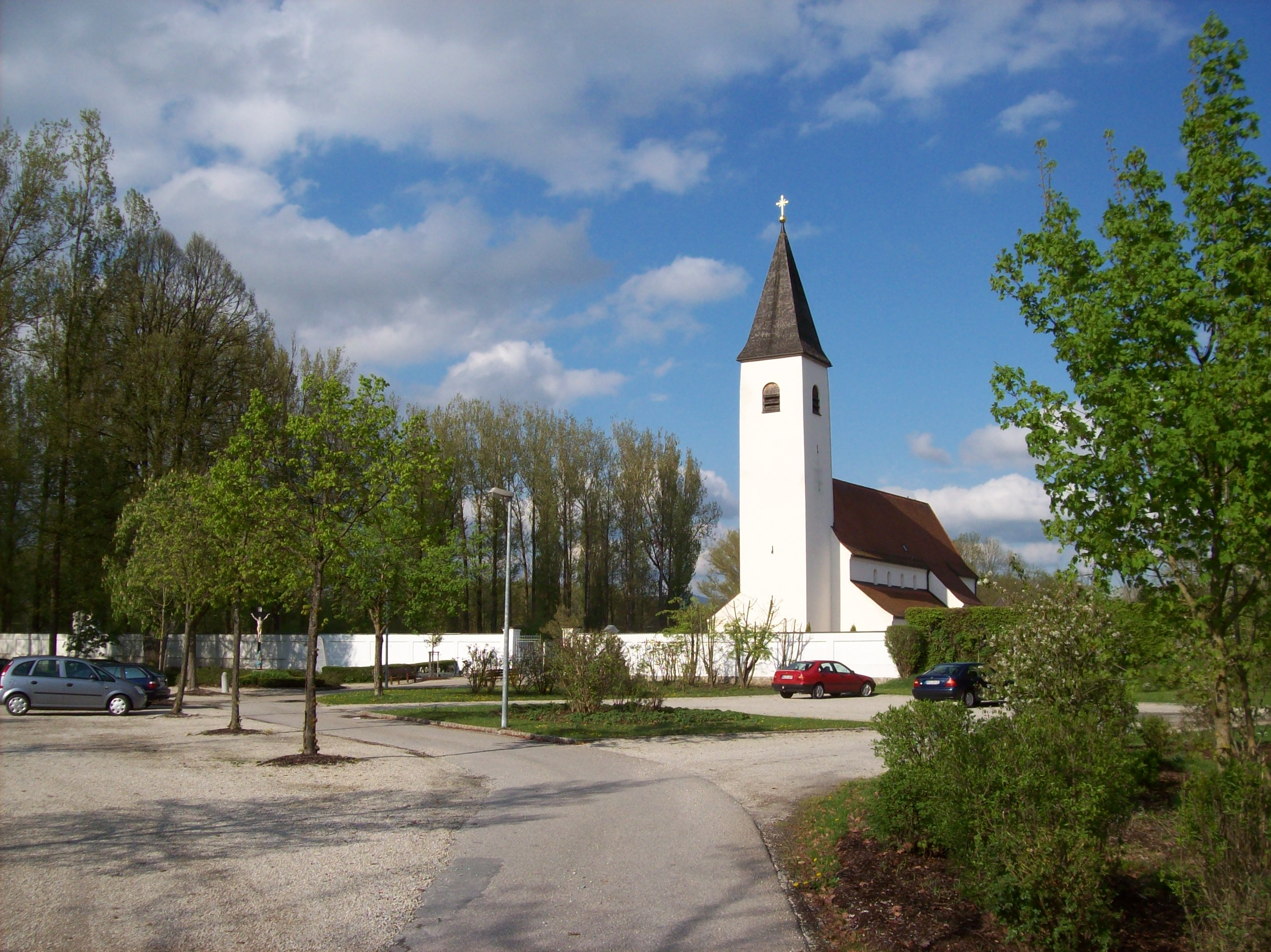
Plattling, romanische Kirche St. Jakob
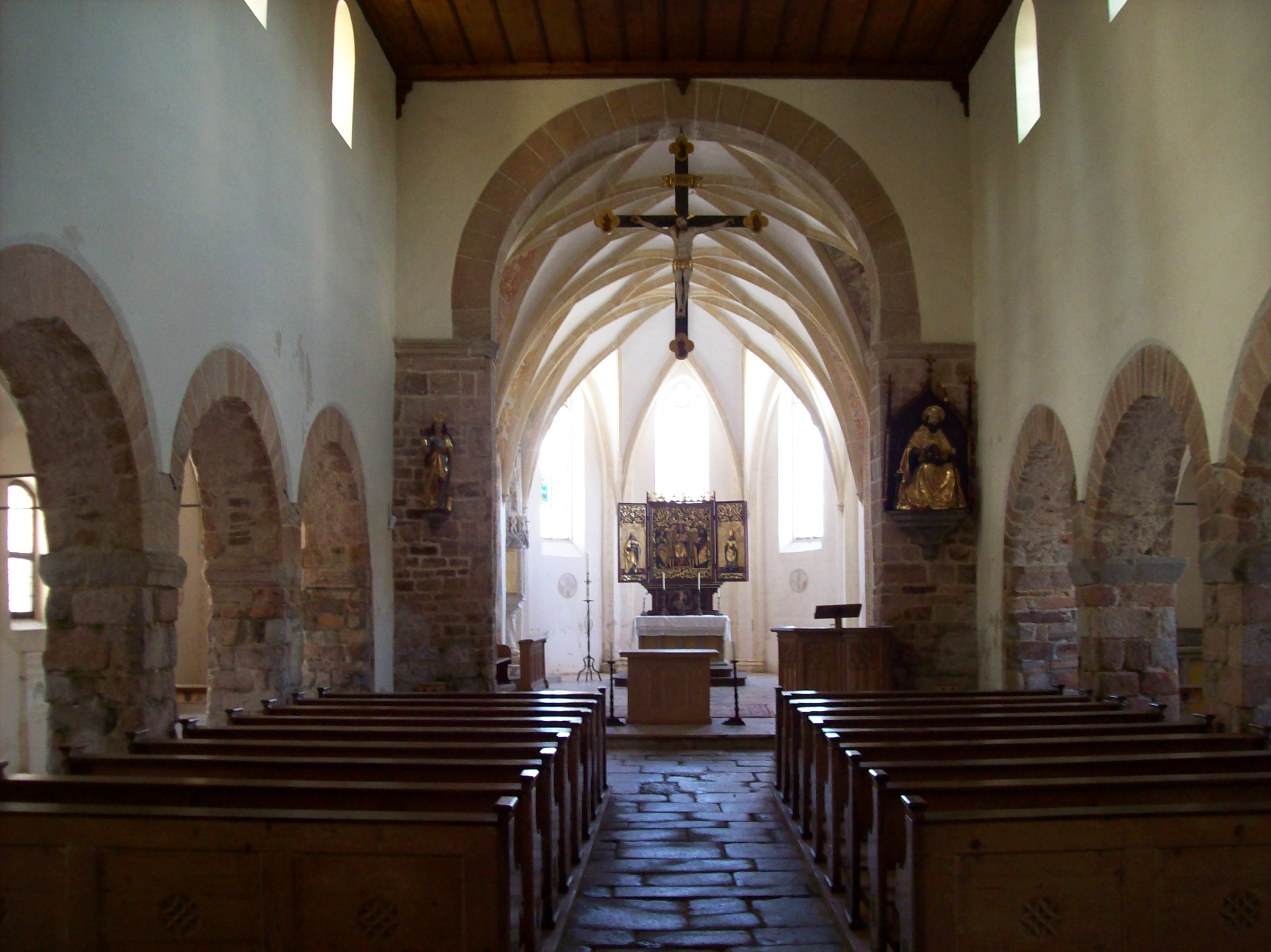
Plattling, Kirche St. Jakob, Inneres mit Blick zur Apsis
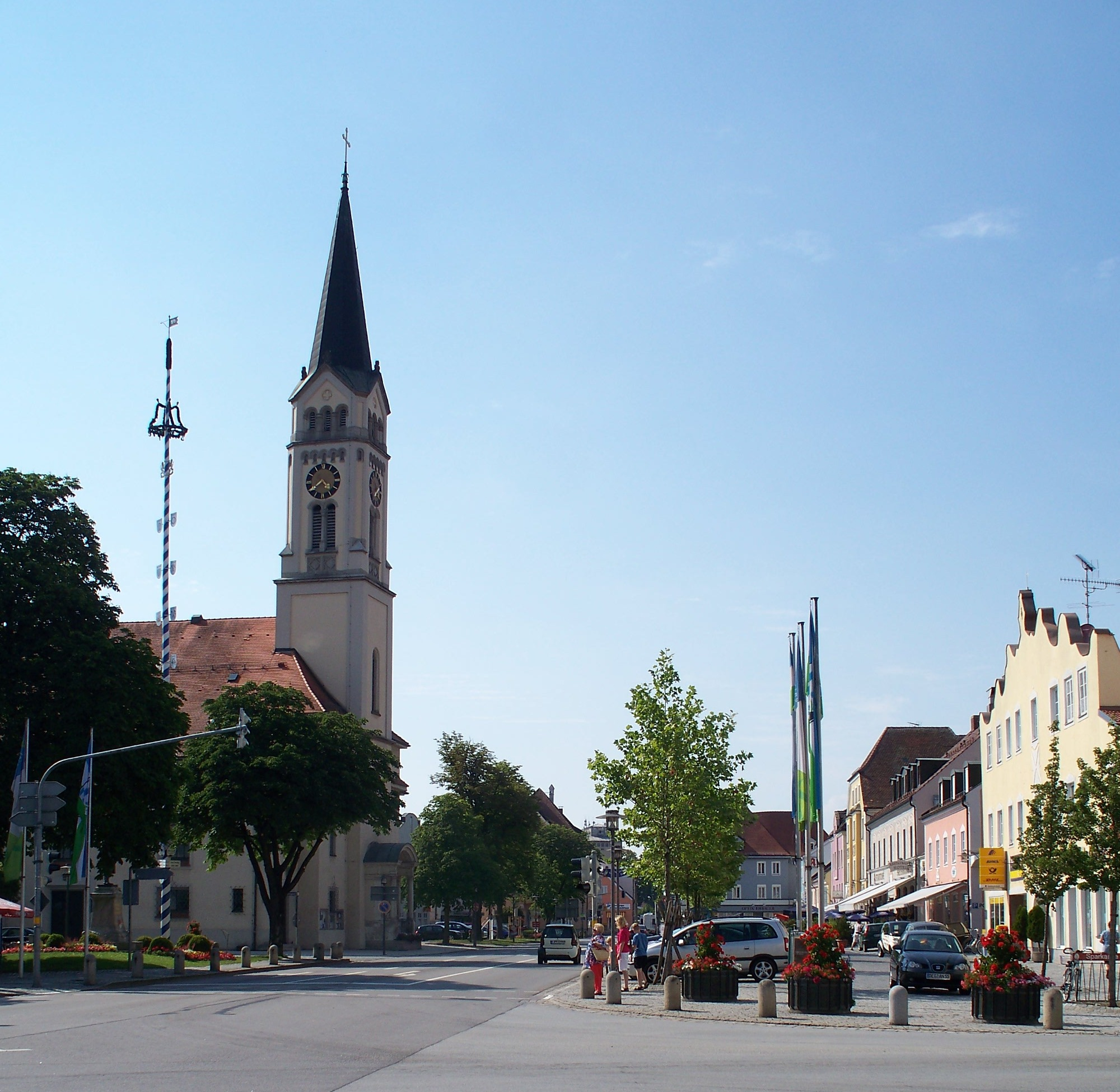
St. Magdalena am Preysingplatz
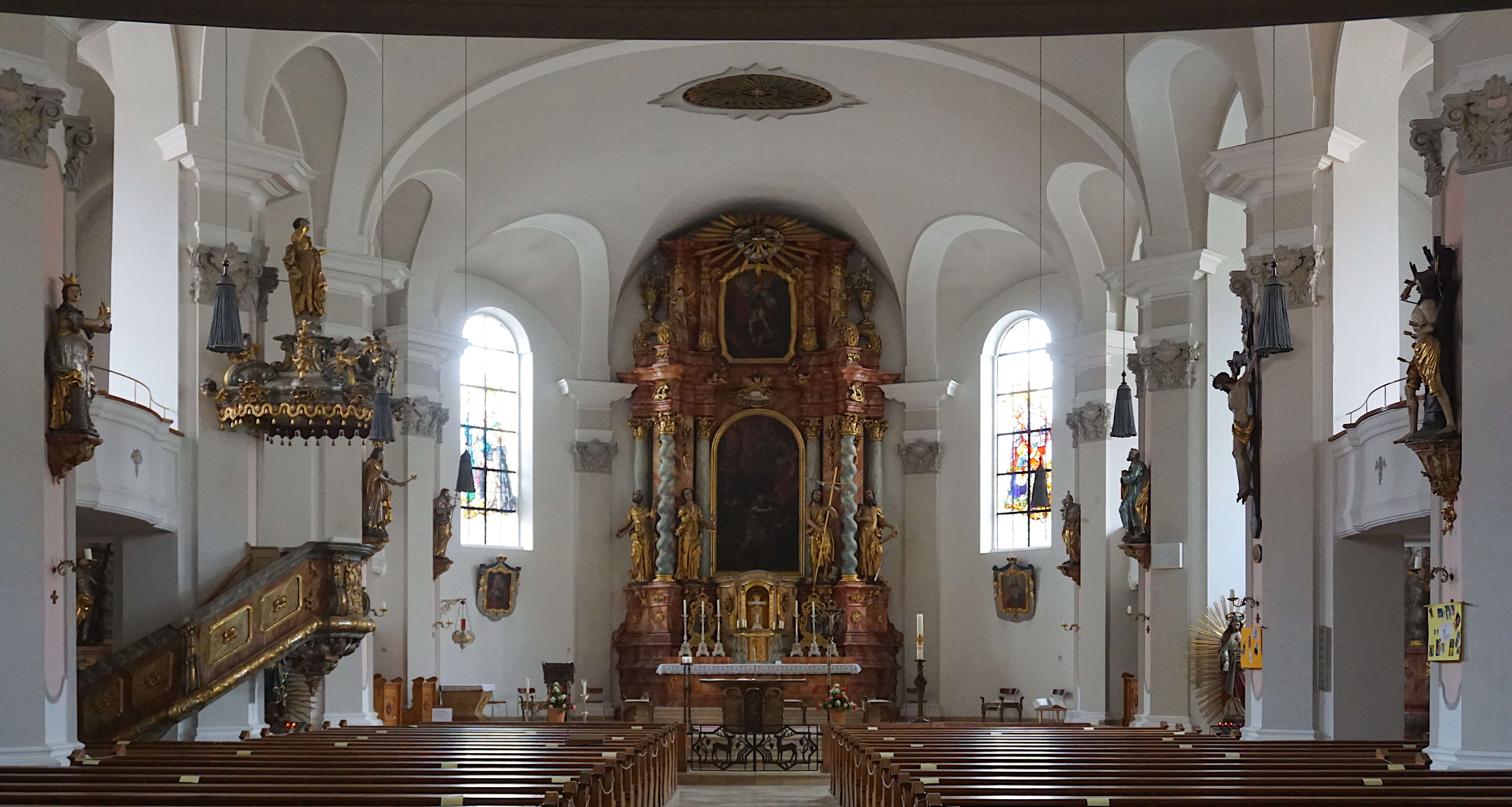
St. Magdalena innen

### Denkmäler

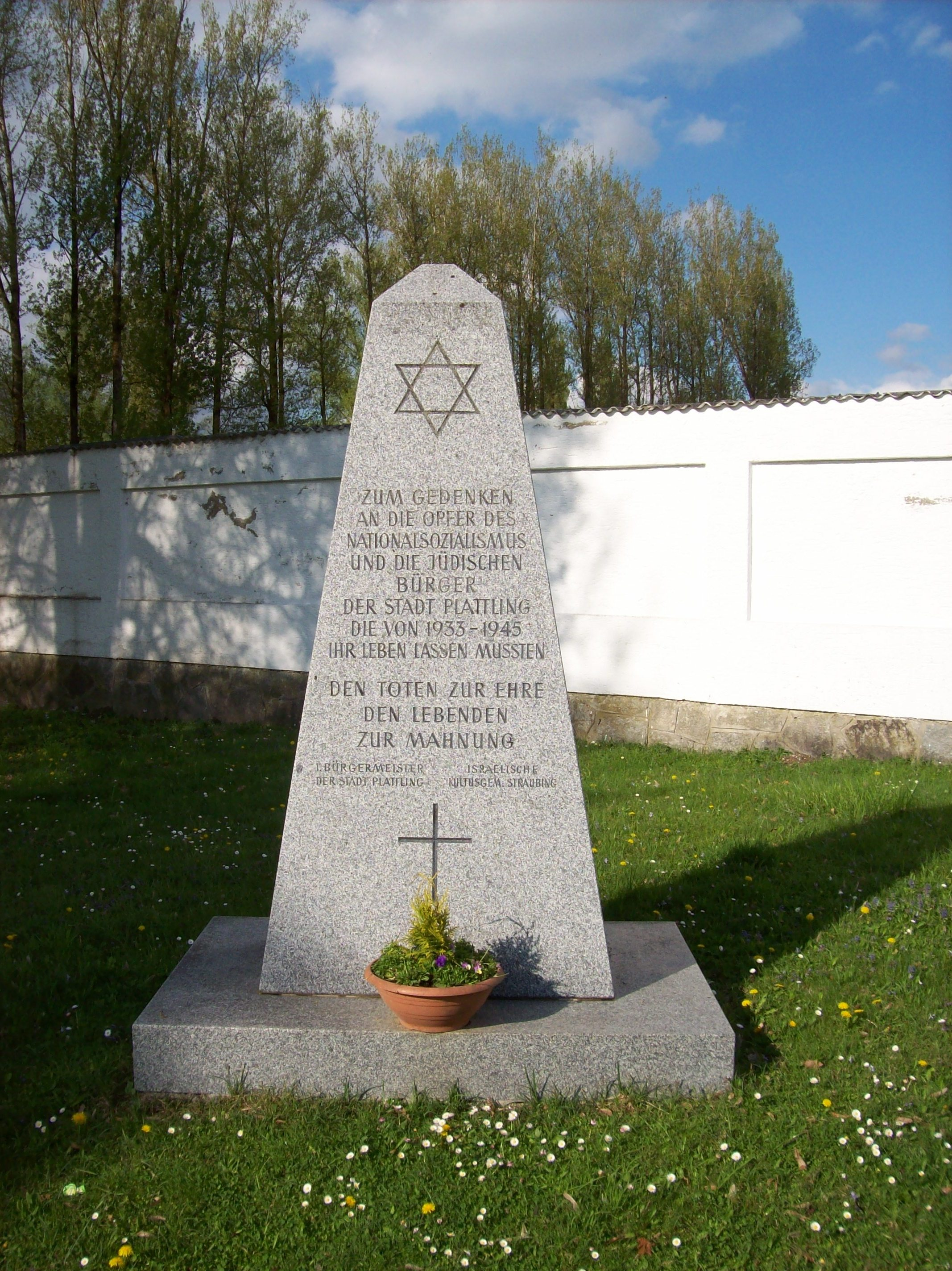
Plattling, St. Jakob, Gedenkstein Shoa

Das Kriegerdenkmal für die Gefallenen von 1914 bis 1918 am Ludwigplatz wurde von dem Architekten und Bildhauer Christian Metzger aus Regensburg geschaffen.
Am Preysingplatz befindet sich das Preysing-Denkmal zu Ehren von Conrad von Preysing, der lange Zeit in Plattling lebte und wirkte.
In der Nähe des Bahnhofs befindet sich der so genannte „Läusestein“, ein Denkmal für die Entlausungsstelle, die an diesem Ort nach dem Ersten Weltkrieg eingerichtet wurde.
Auf dem Vorplatz des Plattlinger Friedhofs St. Jakob erinnert seit 1987 ein Gedenkstein an die KZ-Opfer des Außenlagers Plattling-Michaelsbuch sowie an die jüdischen Einwohner, die Opfer der Shoa wurden.

### Regelmäßige Veranstaltungen
Alle zwei Jahre an den geradzahligen Jahren findet im Sommer ein mittelalterlicher Markt, der Nibelungenmarkt statt, der traditionell mit einem Auszug von über 400 mittelalterlich kostümierten Frauen und Männern beginnt. Da der Markt den ganzen Stadtplatz einnimmt, muss dieser während des Marktes für den Durchgangsverkehr gesperrt werden.
Alle vier Jahre, zuletzt 2022, werden zusätzlich zum Nibelungenmarkt die Nibelungenfestspiele aufgeführt, die die im Nibelungenlied dargestellte Begegnung von Bischof Pilgrim mit Kriemhild als Bühnenstück in Szene setzen. Seit 2008 wird beim Nibelungenmarkt als Ausgleich zu den Nibelungenfestspielen der Drachenstich des Siegfried szenisch dargestellt. Hierzu wurde 2008 der ausrangierte Drache des Further Drachenstichs nach Plattling gebracht. Der Förderverein erhielt 2017 den Heimatpreis Bayern.

## Sport
- Der 1863 gegründete TSV Plattling untergliedert sich in die Abteilungen Alte-Herren-Männersport, Aikido, Badminton, Basketball, Coronar-Sport, Frauengymnastik, Teenie Power, Kanuten, Karate, Kickboxen, Leichtathletik, Mutter und Kind, Reiten, Rollstuhlsport, Ju-Jutsu, Sportgymnastik, Schülerinnenturnen, Skisport, und Volleyball. Der Verein ist der älteste und größte Sportverein in Plattling.
- Der 1919 gegründete Fußballverein SpVgg Plattling sorgte in den Spitzenzeiten für überregionale Bekanntheit der Stadt Plattling. Viele Jahre traten die Fußballer der SpVgg Plattling in der damals drittklassigen Fußball-Bayernliga gegen namhafte Gegner wie TSV 1860 München, FC Augsburg oder den SSV Jahn Regensburg an. Im DFB-Pokal waren unter anderem Bayer 04 Leverkusen, Borussia Mönchengladbach und Fortuna Düsseldorf zu Gast an der Plattlinger Rennbahn.
- Der Motorsportclub Plattling e. V. existiert seit 1928 und veranstaltet auf seiner Fünf-Kurven-Sandbahn Motorrad-Sandbahnrennen.
- Im ESV Plattling, der seit 1956 besteht, werden die Sportarten Eisstock, Tennis, Kegeln, Gymnastik und Unihockey betrieben.
- Der SV Pankofen wurde 1929 gegründet und gliedert sich in die Abteilungen Fußball (zwölf Junioren- und zwei Seniorenmannschaften, eine Alte Herren- und eine Damenabteilung), Tennis, Ski und Stockschützen. Mit etwa 180 Mitgliedern ist die Jugend die stärkste Abteilung des SV Pankofen. In der Saison 2017/18 sind neun Juniorenmannschaften im Spielbetrieb, wobei die G-Junioren nur Freundschaftsspiele bestreiten.
- Der seit 1966 bestehende Schützenverein Hauser-Moos Pankofen e. V. (Luftgewehr) ist Mitglied im Bayerischen Sportschützenbund (BSSB) und Schützengau Deggendorf. Jährlich findet im Herbst eine offene Dorfmeisterschaft statt, bei der sich alle Plattlinger Vereine, Betriebe und Behörden im Sportschießen messen.
- Der Fußballverein Plattlinger Kickers besteht seit 1977 und ging aus dem Stammtisch Panzerknacker hervor.
- Die Plattling Black Hawks sind ein American-Football-Team, das 1986 in Deggendorf gegründet wurde und 2005 als Abteilung der SpVgg Plattling firmierte. Heute ist der Plattling Black Hawks e. V. ein eigenständiger Verein.

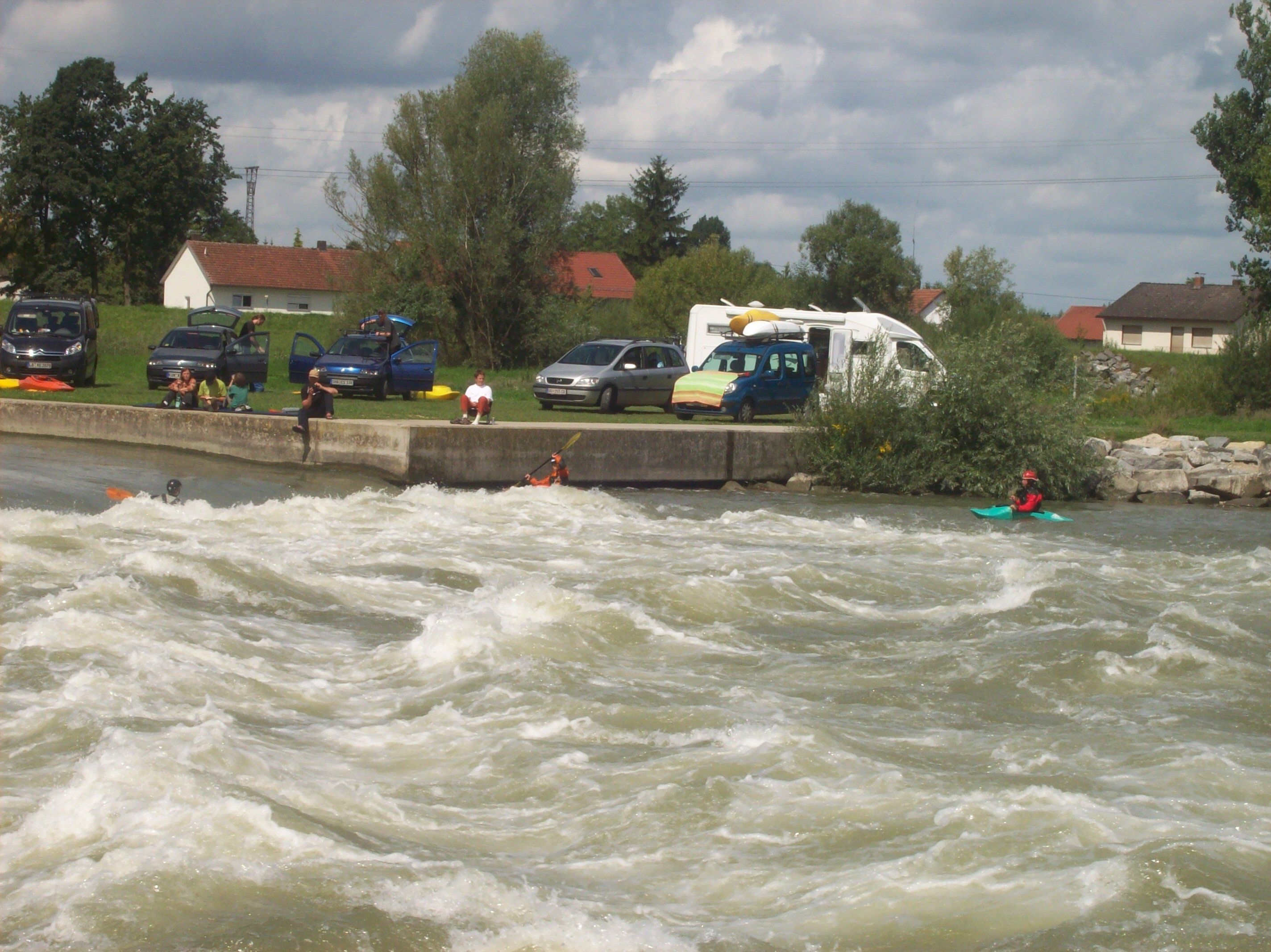
Plattlinger Isarwelle

In Plattling befindet sich außerdem eine stehende Flusswelle „Plattlinger Walze“, die durch ein Wehr verursacht wird, das eine höher gelegene Brücke schützen soll. Diese Welle ist bei Freestyle-Paddlern, auch von weit außerhalb Bayerns, beliebt. Daher wurde die Freestyle-Weltmeisterschaft 2011 an der Plattlinger Walze ausgetragen und soll dort 2025 erneut stattfinden. 2010 und 2024 fand zudem der Kanu-Freestyle Weltcup dort statt. Außerdem fand 2024 die Qualifikation für die Kanu-Freestyle Europameisterschaft dort statt.

## Wirtschaft und Infrastruktur

### Verkehr

#### Straßen
- Plattling verfügt mit Plattling-Nord und Plattling-West über zwei Anschlussstellen zur  (München – Landshut – Dingolfing – Plattling – Deggendorf –  – Bayerisch Eisenstein). Seit Jahren laufen Planungen für eine neue Anschlussstelle Plattling-Mitte.
- Durch das Stadtgebiet Plattlings führt die  (Würzburg – Nürnberg – Neumarkt in der Oberpfalz – Regensburg – Straubing – Plattling – Passau).

#### Eisenbahn
Am 20. September 1860 wurde der Bahnhof Plattling und mit ihm die 76,3 Kilometer lange Bahnstrecke von Straubing über Plattling nach Passau eröffnet (heute Bahnstrecke Regensburg–Passau). 1877 wurde die Verbindung in den Bayerischen Wald nach Bayerisch Eisenstein, die so genannte Waldbahn in Betrieb genommen und 1880 das Teilstück zwischen Landau an der Isar und Landshut (heute Bahnstrecke Landshut–Plattling), so dass nunmehr Plattling direkt mit München verbunden war. Dadurch konnten beispielsweise Viehtransporte in die Landeshauptstadt viel effektiver abgewickelt werden. Insbesondere durch den Einsatz von Conrad von Preysing wurde Plattling zu einem der wichtigsten Verkehrsknotenpunkte Niederbayerns. Am 28. Juli 1888 wurde Plattling durch Prinzregent Luitpold zur Stadt erhoben. Am 16. April 1945 wurde der Bahnhof durch einen Bombenangriff vollständig zerstört, in den folgenden Jahren aber wieder aufgebaut. Die 1957 einsetzenden Elektrifizierungsmaßnahmen führten letztlich zur Abwertung des Eisenbahn-Standorts Plattling; am 6. März 1974 fuhr zum letzten Mal eine Dampflok vor einem fahrplanmäßigen Personenzug von Plattling in den Bayerischen Wald. Das Plattlinger Bahnbetriebswerk, das jahrzehntelang für die Instandhaltung von Dampflokomotiven zuständig war, wurde 1985 endgültig aufgegeben. Aber auch heute noch ist Plattling ein wichtiger Umschlagplatz für Personen und Güter, da sich hier die in Nord-Süd- und Ost-West-Richtung verlaufenden Bahnstrecken kreuzen.
Neben diesem Knotenpunkt gibt es im Ortsteil Pankofen einen weiteren Haltepunkt auf dem Stadtgebiet. Dieser war ehemals ebenso ein Bahnhof.

### Ansässige Unternehmen
In Plattling wurde 1961 die größte Rübenzuckerfabrik Deutschlands errichtet (Südzucker). Der 145 m hohe Schornstein ist eine Landmarke und schon von weitem sichtbar.
Seit 1982 beziehungsweise 2008 sind zwei große Papierfabriken der Myllykoski Corporation („MD Plattling“ und „Plattling Papier“) am Ort angesiedelt.
In Plattling gegründet wurde 1985 die mittlerweile bundesweit vertretene Schnellrestaurantkette Yorma’s mit über 1000 Mitarbeitern und starker Expansion seit 2001.
Der größte Arbeitgeber in Plattling mit circa 1.350 Mitarbeitern ist Kermi, der Heizkörper, Wärmesysteme und Sanitärprodukte entwickelt, produziert und verkauft.
Weitere bekannte ansässige Unternehmen:
- BayWa (Agrar und Baustoffe)
- E.ON (Wasserkraftwerk Pielweichs)
- Interpane Glas Industrie AG (Flachglasveredelung)
- Rauh Hydraulik GmbH (Technischer Handel, Produktion und Dienstleistung im kompletten Hydraulik und Pneumatikbereich)
- Mamminger Konserven GmbH & Co. KG
- MGM Großraumdiskothek (Discopark Plattling) war von 1996 bis 2010 ansässig
- Solea AG (Europaweite Projektierung schlüsselfertiger Solarkraftwerke)
- Stanglmeier GmbH & Co. KG (Fleisch- und Wurstwarenfabrik mit ehemals über 20 Filialen in Nieder- und Oberbayern und der Oberpfalz; seit Juni 2017 im Insolvenzverfahren[30])
- FOCUS Cinemas Kino Center
- Tanzlokal Isar Almstadl
- Rubix GmbH (Technischer Handel & Dienstleister)
- Bürsten-Baumgartner, Ludwig und Rosa Baumgartner OHG (Hersteller von Industrie- und Spezialbürsten)
- WISAG Produktionsservice GmbH (Instandhaltung, Industriemontage, Technische Reinigung Produktionsanlagen)
- AVP Autoland, International Automotive Components Group (Unternehmensgruppe der Automobilzuliefererbranche)
- Südzucker AG
- T.CON GmbH & Co. KG (Anbieter für SAP-Lösungen)
- Südluft Systemtechnik GmbH (Lüftungstechnik)

Seit 1996 gilt die Stadt Plattling mit der Kreisstadt Deggendorf in einem Teilraumgutachten des Bundesministeriums für Raumordnung, Bauwesen und Städtebau als gemeinsamer Verflechtungsraum, sie wurden 1998 als eine von 26 Regionen der Zukunft ausgezeichnet.

### Medien
- Plattlinger Zeitung, eine Lokalausgabe der Passauer Neue Presse
- Plattlinger Anzeiger, eine Lokalausgabe der Mediengruppe Attenkofer

### Bildung
Die Stadt Plattling bietet folgende Bildungseinrichtungen:
- Kindergärten (Michaeli-Kindergarten, Pankofen und St. Raphael)
- Grundschule mit Kinderhort
- Mittelschule
- Realschule (Conrad-Graf-Preysing-Realschule)
- Städtische Musikschule
- Förderberufsschule St. Erhard
- Fachakademie für Sozialpädagogik
- Berufsfachschulen für Musik, Altenpflege, IT-Berufe, Ergotherapie, Podologie und Masseur/med. Bademeister

## Söhne und Töchter der Stadt
- Max Frammelsberger (1880–1944), Priester
- Quirin Grasenauer (um 1550–1592), Abt von Niederaltaich
- Bernd Sibler (* 1971), CSU-Politiker, Landrat, MdL a. D. und Staatsminister a. D.
- Ernst Hinsken (1943–2020), CSU-Politiker
- Peter Kellnberger (1921–1982), Wehrmachtsdeserteur, Lehrer, Autor, Künstler
- Hendrik Ketter (* 1984), Koch
- Walter Koschmal (* 1952), Slawist in Regensburg
- Luca Kuglmeier (* 2002), Mundartsänger
- Petra Loibl (* 1965), Politikerin (CSU)
- Nicki (* 1966), Schlagersängerin
- Alexeij Sagerer (* 1944), Theaterregisseur, Autor, Schauspieler und Medienkünstler
- Thomas Sixt (* 1975), Koch und Fachbuchautor
- Eduard Stanglmeier (1893–1963), Fleisch- und Wurstwarenfabrikant, Ehrenbürger der Stadt Plattling
- Eduard Stemplinger (1870–1964), Schriftsteller und Heimatforscher
- Otto Vilsmaier (* 1962), Tischtennisspieler und mehrfacher Teilnehmer an den Paralympics
- Hans Wagner (1917–2000), Philosoph
- Herbert Wurster (* 1950), Historiker
- Stefan Trenner (1967–2024), Kirchenmusiker und Komponist
- Peter Kellnberger (1921–1982), deutscher Wehrmachtsdeserteur, Lehrer, Autor und Künstler
- Hans Wagner (1917–2000), deutscher Philosoph und Hochschullehrer